# Gilbert Voiney
Gilbert Voiney, surnommé Gil Voiney, est un lutteur français, né le 26 novembre 1928 à Pont-de-Roide (Doubs) et mort le 15 décembre 2003 à Hyères.
Après avoir débuté par le basket-ball et l'athlétisme, il s'illustre en haltérophilie et s'oriente finalement vers la lutte, qui devient son sport de prédilection. Champion de France junior et senior en 1955, il est sélectionné huit fois en équipe de France et remporte les jeux Méditerranéens. Mais il doit s'incliner devant les vedettes de l'époque que sont le champion d'Europe Johannes Kotkas et le champion olympique Wilfried Dietrich.
Il participe aussi aux combats organisés au Cirque d'Hiver à Paris. Jusqu'alors amateur (il est employé aux usines Renault), il s'inscrit en 1958 à la fédération internationale de lutte de combat (FILC) en tant que lutteur professionnel, ce qui lui permet de s'engager dans des compétitions internationales. Le 11 décembre 1961, il obtient le titre de champion du monde contre l’Américain Lucky Simunovich.
Il commence alors une série de voyages autour du monde, notamment aux États-Unis après que le lutteur espagnol Hercule Cortez, le « Colosse Hispanique », l'ai recommandé auprès des organisateurs américains. En 1964, il constitue aux États-Unis une équipe baptisée « les frères Mortiers » aux côtés de Jacob "Dutch" Grobbe incarnant Hans Mortier, dans laquelle il se présente sous le nom de Max Mortier, rôle repris plus tard par Jack Berry. Cette période marque son apogée, avec des combats au Madison Square Garden de New York et dans d'autres salles réputées des États-Unis.
De retour en France, il reprend les combats au Cirque d'Hiver, où il réussit à défendre son titre face à Hercule Cortez. Il apparaît souvent dans les retransmissions de catch à la télévision française, où il incarne parfois l'« Homme Masqué ». Il accepte pour quelque temps de servir de garde du corps à Brigitte Bardot. En 1968, il se rend au Japon où il combat au sein de la International Wrestling Enterprise (IWE).
Il s'installe ensuite en Allemagne, à Hambourg, où il rachète le cabaret Pulverfass. Il fait également équipe avec Claude Leron au début des années 1970.
De 1974 à 1977 il combat en Autriche, mais il doit espacer ses combats après une sérieuse blessure à la jambe à la suite d'un accident de voiture. Il prend finalement sa retraite de lutteur en 1978 après une tournée en Angleterre et revient s'installer en France, à Menton, où il se consacre à son bar-restaurant Le Grillon.
Il participe alors activement à la vie de sa commune, devenant président de la commission des sports de la ville et président du club d’haltérophilie. Il fait une apparition au début des années 1980 dans le film Joyeuses Pâques avec Jean-Paul Belmondo et Sophie Marceau. Décédé en 2003 à Hyères, il est enterré dans le cimetière de Menton.